# William Talman (attore)
William Talman, all'anagrafe William Whitney Talman Jr. (Detroit, 4 febbraio 1915 – Los Angeles, 30 agosto 1968), è stato un attore statunitense.

## Biografia
William Talman nacque nel 1915 a Detroit (Michigan), da Ada Barber e William Whitney Talman, vice presidente di una compagnia di elettronica. I suoi avi erano immigrati dall'Inghilterra.
Deve la sua fama al ruolo interpretato nella serie televisiva Perry Mason, quello del procuratore distrettuale Hamilton Burger, perennemente sconfitto dall'abile avvocato interpretato da Raymond Burr. Apparve anche nella prima stagione della serie televisiva Gli invasori (1967).
Accanito fumatore, fu il primo attore di Hollywood a recitare in uno spot contro il fumo. Questa decisione venne maturata dopo che gli fu diagnosticato un cancro ai polmoni. Chiese che lo spot venisse messo in onda dopo la sua morte, che avvenne nell'agosto del 1968.
È sepolto a Los Angeles, nel cimitero Forest Lawn - Hollywood Hill.

## Filmografia

### Cinema
- Ho sposato un demonio (Red, Hot and Blue), regia di John Farrow (1949)
- Lo schiavo della violenza (The Woman on Pier 13), regia di Robert Stevenson (1949)
- Bill il sanguinario (The Kid from Texas), regia di Kurt Neumann (1950)
- Sterminate la gang! (Armored Car Robbery), regia di Richard Fleischer (1950)
- La gang (The Racket), regia di John Cromwell (1951)
- Operazione Z (One Minute to Zero), regia di Tay Garnett (1952)
- La belva dell'autostrada (The Hitch-Hiker), regia di Ida Lupino (1953)
- La città che non dorme (City That Never Sleeps), regia di John H. Auer (1953)
- Segnale di fumo (Smoke Signal), regia di Jerry Hopper (1955)
- I sanguinari (Crashout), regia di Lewis R. Foster (1955)
- Un pugno di criminali (Big House, U.S.A.), regia di Howard W. Koch (1955)
- La signora dalle due pistole (Two-Gun Lady), regia di Richard Bartlett (1955)
- I conquistatori dell'uranio (Uranium Boom), regia di William Castle (1956)
- Furia omicida (The Man Is Armed), regia di Franklin Adreon (1956)
- The Persuader, regia di Dick Ross (1957)
- Hell on Devil's Island, regia di Christian Nyby (1957)
- La donna del West (The Ballad of Josie), regia di Andrew V. McLaglen (1967)

### Televisione
- Four Star Playhouse – serie TV, episodio 3x24 (1955)
- Cavalier Theatre – serie TV, un episodio (1955)
- Cavalcade of America – serie TV, episodio 4x02 (1955)
- TV Reader's Digest – serie TV, episodi 2x02 (1955)
- Scienza e fantasia (Science Fiction Theatre) – serie TV, episodio 1x27 (1955)
- The Ford Television Theatre – serie TV, episodio 4x11 (1955)
- Screen Directors Playhouse – serie TV, episodio 1x16 (1956)
- Telephone Time – serie TV, episodi 2x13-2x14 (1956)
- Lux Video Theatre – serie TV, episodi 4x23, 7x22 (1954-1957)
- Trackdown – serie TV, episodio 1x5 (1957)
- Climax! – serie TV, 4 episodi (1956-1958)
- Tombstone Territory – serie TV, episodio 1x22 (1958)
- Carovane verso il West (Wagon Train) – serie TV, episodio 1x27 (1958)
- Goodyear Theatre – serie TV, episodio 1x18 (1958)
- Alcoa Theatre – serie TV, episodio 1x18 (1958)
- Cimarron City – serie TV, episodio 1x03 (1958)
- Have Gun - Will Travel – serie TV, episodi 4x08-4x21 (1960-1961)
- Gunsmoke – serie TV, episodio 9x03 (1963)
- Perry Mason – serie TV, 226 episodi (1957-1966)
- Selvaggio west (The Wild Wild West) – serie TV, episodio 2x12 (1966)
- Gli invasori (The Invaders) – serie TV, episodio 1x8 (1967)